# إجازة بالعافية (فلم)
إجازة بالعافية (بالعربية: إجازة عن غصب) فيلم مصري من إنتاج عام 1966، بطولة فؤاد المهندس ومحمد عوض وهو أول فيلم يجمع بينهم.

## قصة الفيلم
حسين عثمان وسالم سليمان صديقان حميمان يعملان في نفس المصلحة الحكومية، يشتركان في إحدى المسابقات، وتكون الجائزة هي قضاء أسبوعين على شاطئ البحر بالإسكندرية، يوكل إلى الصحفيتين دنيا وأمينة أن تقوما بعمل تحقيق صحفي عن الرحلة، وأثناء الرحلة تتعرف دينا على نصاب يلف حبائله حولها، ويحاول إقناعها أنه مهندس ثري، وأنه ينوي الزواج منها، ويعرف منها اسم محل المجوهرات الذي تتعامل معه، وذلك من أجل أن يقوم بعملية نصب محكمة يتمكن بها من استغلال اسم أبيها، ويسرق ما يشاء من المجوهرات، يحاول سالم وسليمان مغازلة كل من الصحفيتين، ويعرفان حقيقة اللص، ويسعيان إلى التخلص منه، ينجح اللص في سرقة المجوهرات، ويهرب بها، لكن الزميلين يطاردانه بمعاونة الشرطة، ويتم القبض عليه، تنتهي الإجازة وتشعر الفتاتان بالأحاسيس الصادقة لدى الموظفين، ويتزوج كل منهما بالفتاة التي يحبها.

## بطولة
- فؤاد المهندس: (حسين عثمان)
- محمد عوض: (سالم سليمان)
- شويكار: (دنيا الشماشرجى)
- نوال أبو الفتوح: (أمينة)
- كوثر العسال: (شريفة)
- حسن حامد: (كمال)
- لبلبة: (سوزي - ضيفة شرف)
- عادل إمام: (مبروك)
- عبد الغني النجدي: (هريدي)
- زوزو شكيب
- الخواجة بيجو: (الجواهرجي)
- حسين إسماعيل: (فرج - عامل الفندق)
- نبيل الهجرسي: (عادل)
- إبراهيم قدري
- صالح الإسكندراني
- عزت المشد
- فاروق السيد

## فريق العمل
- إخراج: نجدي حافظ
- تأليف: أحمد الملا، حسن حامد، عبد الغني النجدي
- إنتاج: أفلام النسر العربي
- توزيع داخلي: الشركة العامة لتوزيع وعرض الأفلام السينمائية
- توزيع خارجي: أفلام النسر العربي
- مونتاج: فكري رستم
- مدير التصوير: عبد المنعم بهنسي

## وصلات خارجية
- مقالات تستعمل روابط فنية بلا صلة مع ويكي بيانات
- صفحة الفيلم في قاعدة بيانات الأفلام العربية